# Escuela de arte de Ibiza
La Escuela de Arte de Ibiza es un centro educativo de titularidad pública situado en el municipio de San José, en la isla de Ibiza. Tiene unos 200 alumnos repartidos entre el bachillerato de artes y los ciclos formativos de artes plásticas y diseño de forja, ebanistería, mobiliario y moda.

## Nombres
La escuela nació como escuela de artes y oficios. A partir del decreto del 24 de julio de 1963 pasó a llamarse Escuela de Artes Aplicadas y Oficios Artísticos.

## Historia
En el año 1935 el Ministerio de Instrucción Pública autorizó la creación de la Escuela de Artes y Oficios Artísticos de Ibiza.
El primer emplazamiento fue en el convento de los dominicos, donde estuvo desde 1935 a 1947. Después se trasladó al edificio de la Avenida España número 12 hasta 1995, y de ahí a Can Sifre (San Jordi), donde se encuentra hoy.

## Directores del centro
- 1935-1981 Josep Zornoza Bernabeu
- 1981-1983 Carloandrés López del Rey
- 1983-1987 Francesc Riera Bonet
- 1987-1988 Ricardo González Gil
- 1988-1991 Carmen Carretero Marco
- 1991-2008 Joan Josep Torres Riera.
- 2009-2019 Miguel Martínez Pérez.
- 2019-2024 Marian Ferrer.
- 2024-Actualmente Joan Manel Ortí Capellino